# Aérodrome de Tarfaya
 (mai 2018).
Si vous disposez d'ouvrages ou d'articles de référence ou si vous connaissez des sites web de qualité traitant du thème abordé ici, merci de compléter l'article en donnant les références utiles à sa vérifiabilité et en les liant à la section « Notes et références ».
L'aérodrome de Tarfaya  est l'aéroport régional qui dessert la ville de Tarfaya, une station touristique  du sud du Maroc. L'aéroport compte une piste, longue de 800 m et n'offre que des vols touristiques.
L'aérodrome de Tarfaya est une ancienne escale de l'Aéropostale (dit "Cap Juby"). En octobre 1927, Antoine de Saint-Exupéry est nommé chef d’aérodrome à Cap Juby (aujourd’hui Tarfaya) et le restera jusqu’à la fin de l’année 1928.
Chaque année la piste historique de l’ancien aérodrome accueille les participants au rallye Toulouse -Saint Louis du Sénégal.

## Situation

### Carte des aéroports du Maroc
| \| 100 km1:10 004 000 \| Ouezzane Agadir Al Hoceima Meknès Béni Mellal Bouarfa Casablanca-Tit Mellil Casablanca-Mohammed V Errachidia Essaouira Fès Guelmim Ifrane Kénitra Khouribga Marrakech Nador Ouarzazate Oujda Rabat-Salé Tanger Zagora Tan-Tan Tarfaya Tétouan Benslimane Sidi Slimane Inezgane Ben Guerir Taroudant Taza |
| 100 km1:10 004 000 |